# Economia sexual
A economia sexual se relaciona a como os participantes pensam, sentem, se comportam e dão feedback durante o sexo ou eventos sexuais relevantes. Essa teoria afirma que o pensamento, as preferências e o comportamento de homens e mulheres seguem os princípios econômicos fundamentais. Foi proposto pelos psicólogos Roy Baumeister e Kathleen Vohs.

## Definições
A economia sexual define sexo como um negócio de mercado. Nessa teoria, sexo é o que as mulheres têm e os homens desejam. Portanto, o sexo é considerado um recurso que as mulheres detêm em geral. As mulheres se agarram a seus corpos até receberem motivação suficiente para desistir, como amor, compromisso, tempo, atenção, carinho, lealdade, respeito, felicidade e dinheiro de outra parte. Por outro lado, os homens são os que oferecem os recursos que atraem as mulheres para o sexo.
A economia sexual é baseada na teoria da troca social: as pessoas estão dispostas a abrir mão de algo se puderem obter em troca o que acreditam que as beneficiará mais. Como exemplo, suponha que uma das partes tenha um hambúrguer e um homem faminto queira o hambúrguer mais do que o dinheiro em seu bolso. Nessa situação, a parte que segura o hambúrguer precisa querer o dinheiro mais do que o hambúrguer para a troca final. No entanto, às vezes uma das partes está mais ansiosa para trocar pelo que a outra parte detém, o que causa um desequilíbrio do poder de barganha. Nesse ponto, a parte que está menos disposta a trocar o que possui tem maior controle nessa relação. No exemplo de uma relação sexual, se um dos lados quiser ter menos relação sexual do que o outro, ele pode aguentar até que uma oferta mais atraente seja feita.
Na visão de Mark Regnerus, a perspectiva econômica é clara. O comportamento que ele analisou no mercado afirma que a regra da maioria é um princípio político que frequentemente funciona na sociedade humana, mas o sexo é uma exceção e as regras das minorias são aplicáveis.

## Status feminino e masculino
A relação sexual é muitas vezes mais atraente para os homens do que para as mulheres.[carece de fontes?] Em primatas, a agressão masculina contra as fêmeas tem o efeito de controlar a sexualidade feminina para vantagem reprodutiva do macho. Além disso, a perspectiva evolutiva fornece uma hipótese para ajudar a explicar a variação entre culturas na frequência da agressão masculina contra as mulheres. As variáveis incluem a proteção das mulheres pela família ou comunidade, alianças masculinas e estratégias masculinas para proteger os cônjuges e alcançar o acasalamento adúltero e o controle dos recursos masculinos.
De acordo com a teoria da economia sexual, homens e mulheres são diferentes tanto física quanto fisiologicamente. Os homens dão recursos às mulheres, e então as mulheres permitem que o sexo ocorra. No contexto do sexo, o comércio de sexo e recursos continua acontecendo através de eras e culturas, e a sociedade reconheceu que a sexualidade feminina tem mais valor do que a sexualidade masculina.[carece de fontes?] Por exemplo, homens e mulheres têm sentimentos diferentes sobre sua virgindade. As mulheres são mais propensas a pensar em sua virgindade como um presente precioso e apreciá-la, enquanto os homens veem sua virgindade como uma condição vergonhosa e desejam se livrar dela cedo na vida.
Também é alegado que a prostituição (a troca de sexo por dinheiro ou itens equivalentes) pode ser uma ameaça ao status das mulheres porque o sexo é geralmente considerado como parte de um relacionamento íntimo em vez de um contrato. Além disso, o fato de que o sexo ainda é usado como uma mercadoria pode privar as mulheres e reforçar o patriarcado.

## Situações da sociedade

### Violência doméstica
Alguns exemplos poderiam ser usados para provar que a teoria da economia sexual é válida. Em um relacionamento violento, as mulheres são mais propensas a receber violência do que os homens. Em uma pesquisa, os resultados mostraram que o ciúme é a explicação mais usada para a violência doméstica para as mulheres, mas para os homens duas emoções levam à violência. O primeiro envolve pensamentos destrutivos (também se refere a "voz interior crítica") dominantes como "ela está tentando enganá-lo" ou "você não é homem o suficiente se não a controla em mente e corpo". O outro elemento contém uma ilusão prejudicial (também se refere a "vínculo fantasioso"), traz a sensação de que outra pessoa constituiu um todo com você e é essencial para sua felicidade.
Vários avanços foram feitos na promoção da igualdade entre os sexos (como a modificação da lei do aborto em algumas áreas), mas a maioria das sociedades ainda são sociedades patriarcais. Os homens são considerados mais fortes do que as mulheres, especialmente fisicamente. A expectativa de ser masculino e mais poderoso do que as mulheres pode ser destrutiva para os homens, levando à violência. Portanto, uma mulher que tem um parceiro violento escolheria oferecer sexo para confortar e principalmente distraí-los de abusar dela. Nesse caso, o comércio de sexo é considerado uma forma útil para as mulheres escaparem do abuso emocional e físico dos homens em um relacionamento violento.

### Adultério
A punição para o adultério é diferente entre os diferentes gêneros em alguns países. Em algumas culturas, o adultério é considerado crime e, embora as punições para o adultério, como o apedrejamento, também sejam aplicadas aos homens, a grande maioria das vítimas são mulheres. Em algumas culturas, o adultério das esposas pode ser uma razão viável se o marido quiser se divorciar; no entanto, o adultério dos maridos não pode justificar o divórcio. Esta é a evidência de que o sexo é considerado um recurso feminino. Nessa situação, o sexo é negociado em troca de casamento; portanto, se uma esposa faz sexo fora do marido, ela está dando o que o marido vê como sendo dele.
Nas Filipinas, a lei diferencia com base no gênero. Uma mulher pode ser acusada de adultério se tiver tido relações sexuais com outra pessoa que não seja o marido. Entretanto, um homem só pode ser acusado de crimes como concubinato, seja manter sua amante em casa, ou coabitar com ela, ou ter relações sexuais em circunstâncias escandalosas.

### Pornografia
Há uma grande diferença entre homens e mulheres no que diz respeito ao uso pessoal e aceitação de pornografia. É mostrado em muitos trabalhos de pesquisa que os homens são mais propensos a ver pornografia em comparação com as mulheres. A evidência mais óbvia é que há mais usuários homens em sites de pornografia do que mulheres. O Pornhub, como um dos maiores sites de pornografia do mundo, relatado do ano no final de 2018. Havia 29% de usuários do sexo feminino em 2018, enquanto 71% dos usuários do Pornhub eram homens, o que significa o número de homens usuários era duas vezes mais do que mulheres em todo o mundo. Portanto, pelo menos assistir sexo é mais atraente para os homens do que para as mulheres com base nos dados derivados.

#### Atores pornográficos
Atores pornô são pessoas que realizam atos sexuais na frente de câmeras para vídeos/filmes pornográficos. As estrelas pornôs femininas entram na indústria por muitos motivos diferentes, como ser reprimida por um longo tempo e querer ab-reagir por meio deste trabalho. Receber um pagamento satisfatório após cada filme (390 — 1950 dólares para atriz) também é um dos fatores atraentes para entrar na indústria pornográfica.
No entanto, os cuidados de saúde para estrelas pornôs carecem de segurança e, em alguns casos, as mulheres são degradadas e usadas em algumas cenas. Mulheres na pornografia podem ser desumanizadas e tratadas como objetos, abusadas, quebradas e descartadas no final. Portanto, mesmo na cultura sexual comercial, o sexismo e a violência misógina ainda existem na sociedade de hoje.

### Tráfico humano
O tráfico de pessoas é um problema global e tem existido de forma consistente por séculos, no entanto, ele entrou na consciência pública por volta do início do século XXI. O tráfico de pessoas é o processo de escravidão e exploração de pessoas. O tráfico sexual é um dos tipos mais comuns de tráfico humano. De acordo com os dados derivados do Escritório das Nações Unidas para a Droga e o Crime em 2016, 51% das vítimas identificadas de tráfico de pessoas eram mulheres, 28% das crianças e 21% eram homens. 72% dos explorados na indústria do sexo eram mulheres, enquanto 63% dos traficantes identificados eram homens. A maioria das vítimas é colocada em situações abusivas e coercitivas, mas escapar também é difícil e ameaça a vida delas.

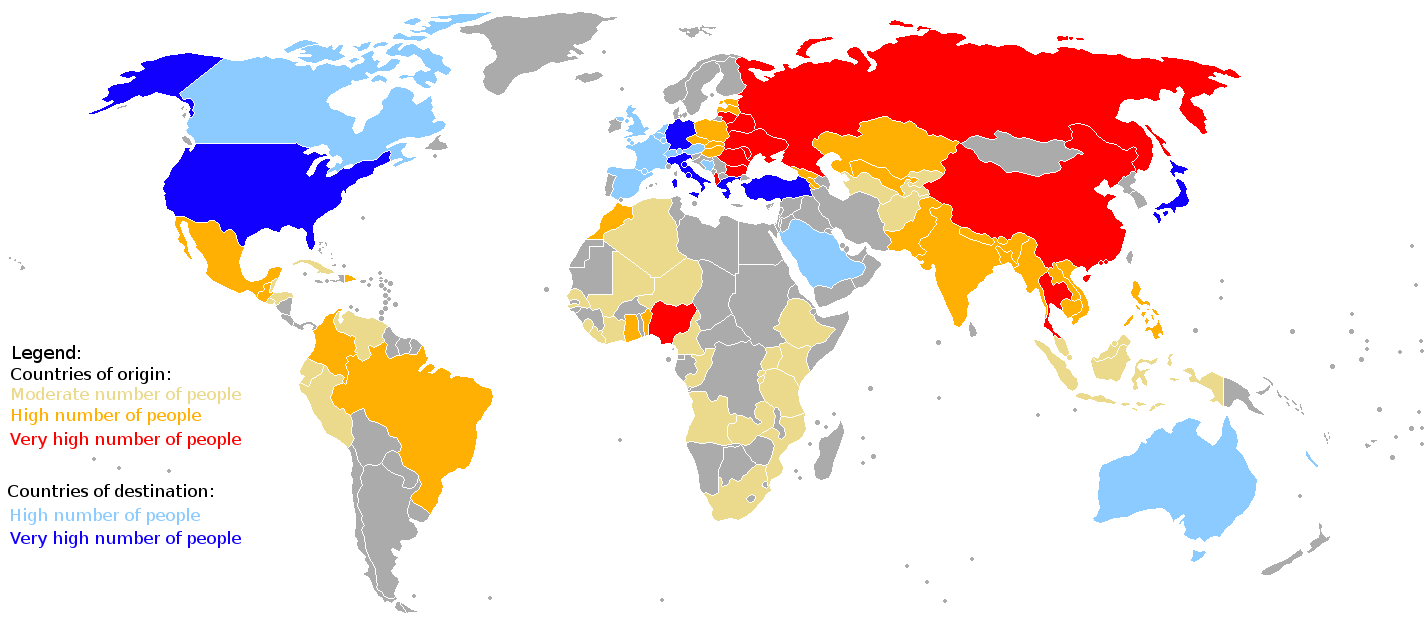
tráfico global de pessoas de países de origem e destino Países de origem Amarelo: Número moderado de pessoas Laranja: Número elevado de pessoas Vermelho: Número muito alto de pessoas Países de destino Azul claro: Número alto de pessoas Azul: Número muito alto de pessoas

De acordo com a Organização Internacional do Trabalho, 4,5 milhões de pessoas são afetadas pelo tráfico sexual no mundo. As vítimas de tráfico sexual são frequentemente apanhadas por várias atividades criminosas processadas, como a prostituição ilegal. Além da lei, problemas como problemas de longa duração como doenças (AIDS), desnutrição, traumas psicológicos, dependência de drogas e ostracismo social contra esse grupo de pessoas também devem ser abordados.

### Suborno sexual no local de trabalho
O suborno sexual é definido como uma "forma de assédio quid pro quo em uma relação sexual com a condição declarada ou implícita para obter/manter um emprego ou seu benefício" em um ambiente de trabalho. Um exemplo comum de suborno sexual pode se resumir à atividade sexual ou comportamento relacionado ao sexo acompanhado por uma recompensa, como uma oportunidade de promoção ou aumento no pagamento. Em um local de trabalho, a tentativa de coerção da atividade sexual pode estar sob a ameaça de dois tipos principais de punição: feedback/avaliação negativa do desempenho no trabalho e chances negadas de promoções e aumentos.
De acordo com a Pesquisa de Segurança Pessoal de 2016, cerca de 55% das mulheres com mais de 18 anos sofreram assédio sexual na vida, incluindo o recebimento de ligações, mensagens de texto, e-mails indecentes; exposição indecente; comentários inadequados sobre o corpo e a vida sexual da pessoa; ter tocado, agarrado e beijado indesejadamente; e expor e distribuir textos, fotos e vídeos sexuais da pessoa, sem sua permissão. É um problema sério e generalizado, e a pessoa que sofre uma experiência de assédio sexual pode se sentir estressada, ansiosa e deprimida, às vezes se retraindo socialmente, tornando-se menos produtiva e perdendo a confiança e a autoestima.

## Casos sociais: sexo como recurso feminino
Existem vários casos controversos na sociedade atual que são relevantes para a teoria econômica do sexo.

### Leilão de virgindade
Um leilão de virgindade é um leilão controverso frequentemente publicado online. A pessoa que tenta vender sua virgindade geralmente é uma jovem mulher, e o licitante vencedor terá a oportunidade de ser a primeira a ter relações sexuais com a pessoa. É um assunto controverso, pois muitos casos não podem ser certificados como autênticos. A pessoa que leiloa sua virgindade o faz principalmente para obter ajuda financeira rápida. Neste caso, sob a teoria da economia sexual, as mulheres estão tentando usar o sexo como um recurso para trocar ajuda financeira de homens.

### Sugar baby
Sugar baby é outro caso polêmico que existe na sociedade atual. Um sugar baby e sugar daddy/mommy estão em um relacionamento benéfico, o que significa que sugar babies fornecem tempo e serviços sexuais para agradar seus parceiros, e sugar daddies/mommies dão suporte financeiro para sugar babies, incluindo ajudá-los em empréstimos estudantis e também fornecer luxo estilos de vida, como itens caros que eles não podiam pagar por conta própria. De acordo com o número registrado em sites de namoro, sugar babies são em sua maioria mulheres e o número de sugar daddy é nitidamente maior do que o número de sugar mommies. Portanto, é outra instância que corresponde à teoria da economia sexual.